# Outlaws (spel)
Outlaws är ett förstapersonsskjutarspel utvecklat och utgivet av LucasArts 1997. Spelet använder en förbättrad version av samma grafikmotor som Star Wars: Dark Forces och utspelar sig i vilda västern.

## Handling
Spelaren tar rollen som Marshall James Anderson vars fru Anna har blivit mördad av banditerna Matt "Dr. Death" Jackson och Sam "Slim" Fulton, som lejts av den onde järnvägsbaronen Bob Graham. De kidnappar även James dotter Sarah. James rider in mot staden, och här börjar spelarens resa på jakt efter dottern. Man letar upp Grahams inhyrda banditer över hela västern, och dödar dem en efter en, för att slutligen konfrontera och döda Graham själv, och återförenas med Sarah.